# Distretto di Huachón
Il distretto di Huachón è uno dei tredici distretti della provincia di Pasco, in Perù. Si trova nella regione di Pasco e si estende su una superficie di 471,68 chilometri quadrati.
Istituito il 27 dicembre 1923, ha per capitale la città di Huachón.